# Samulnori
Le samulnori (사물놀이, parfois écrit à moitié en hanja et à moitié en hangeul : 四物놀이, litt. « jeux des quatre choses ») est un genre de musique coréenne à percussion traditionnelle. Les mots Sa signifie « quatre », mul signifie « choses » et nori signifie « jeu » ; le samulnori est toujours effectué avec quatre instruments traditionnels : 
- Le kkwaenggwari (꽹과리, un petit gong (錚/꽹 kkwaeng))
- Le jing (징, un plus grand gong)
- Le janggu (杖鼓/장구, un tambour d'origine chinoise en forme de sablier)
- Le buk (북, un baril tambour semblable à la grosse caisse)

Cette musique est un dérivé du « Pan gut » (판굿), pan décrit une place ou les villageois se rassemblent et jouent, et gut fait référence à l'exécution d'une cérémonie par un chaman. Un pan gut est une célébration dans lesquels les villageois se rassemblent pour pratiquer des traditions afin obtenir des bonnes faveurs. Dans le samul nori, le pan gut regroupe plusieurs formes de pratiques où la musique est accompagnée de mouvements effectués généralement debout.
Le samulnori plonge également ses racines dans le nong-ak (農樂/농악 littéralement « Musique des agriculteurs »), un genre folklorique coréen composé de musique, d’acrobatie, de danses folkloriques, et de rituels, traditionnellement célébré dans les villages pour consacrer les bonnes récoltes de riz.
Il fait partie des coutumes traditionnelles coréennes appelées pungmul (풍물 (風物, morphologiquement : élément annonciateur ou chose du souffle, du vent, et pourrait se traduire par chose ou élément de la nature).
Plus précisément, le samulnori découle du utdari pungmul (cérémonie et rythmes chamaniques des provinces sud-coréennes du Gyeonggi-do et du Chungcheong), ainsi que des genres folkloriques du yeongnam honam, associés à des compositions plus contemporaines. Avec le nong-ak, ils sont ancrés dans la tradition coréenne chamaniste, animiste, et bouddhiste. Alors que le nong-ak se caractérise souvent par le recours à des instruments à vent, le samulnori lui se caractérise par l’utilisation des quatre instruments à percussion cités plus haut. Chacun de ces quatre instruments représente un élément du climat : Le janggu représente la pluie, le kkwaenggwari le tonnerre, le jing le souffle du vent, et buk les nuages. 
L'idée du yin et du yang se reflète également dans ces instruments: le buk et le janggu (en cuir) représentent les sonorités de la terre, tandis que le jing et le kkwaenggwari (en métal) représentent les sons des cieux. Bien que généralement joué en intérieur, comme une scène de genre, Samul nori représente la culture coréenne traditionnelle, une société agricole enracinée dans le milieu naturel.
Le genre a été popularisé par le groupe éponyme créé en 1978 par Kim Duk-Soo, le nom du groupe devenant très vite un nom commun pour désigner ce genre, renouveau  et mélange de musiques religieuses, populaires, festives; qui avaient failli disparaître à la suite de l’occupation japonaise et de la guerre de Corée. Il est intéressant d’ajouter que ce retour aux sources a pu catalyser les révoltes d’une partie de la jeunesse contre la dictature alors en place.